# Ziziphus spina-christi
Ziziphus spina-christi es una especie de planta de la familia Rhamnaceae. Es conocido como espina santa o azufaifo de la espina de Cristo.

## Taxonomía
La especie fue descrita inicialmente como Rhamnus spina-christi por Carlos Linneo y publicada en Species Plantarum 1: 195, en 1753, actualmente, es tanto un sinónimo como el basónimo de esta; y ulteriormente, sería transferida al género Ziziphus por René Louiche Desfontaines en Flora Atlantica 1: 201, en 1798.

#### Etimología
Véase: Ziziphus
spina-christi: epíteto latino que significa "espina de Cristo", en referencia a la asociación simbólica con la corona de espinas impuesta a Cristo durante la crucifixión, ya que confeccionada con ramas de esta planta.

#### Variedades
Comprende dos variedades aceptadas:
- Ziziphus spina-christi var. aucheri (Boiss.) Qaiser y Nazim., 1981
- Ziziphus spina-christi var. spina-christi

## Galería

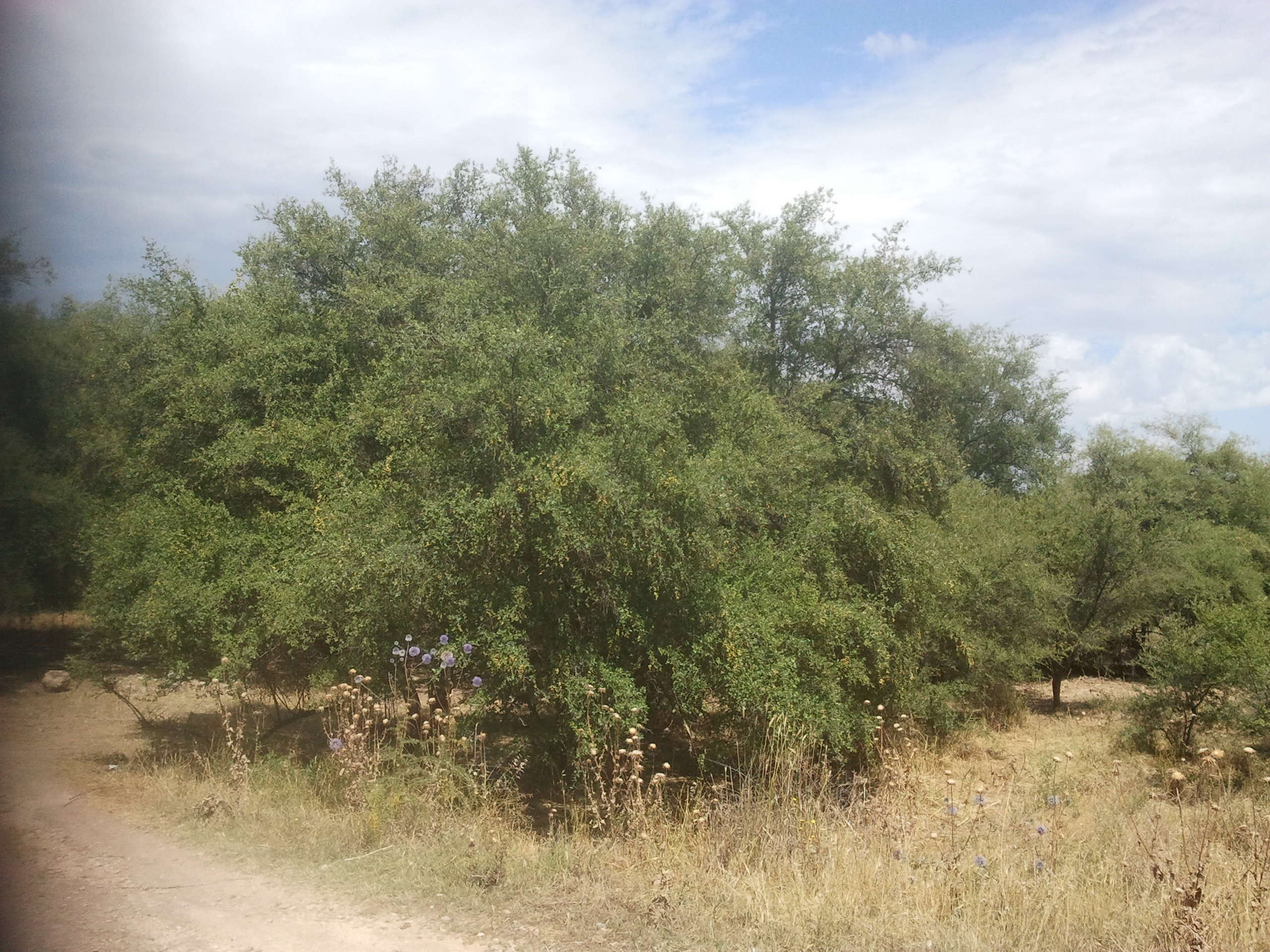
En su hábitat
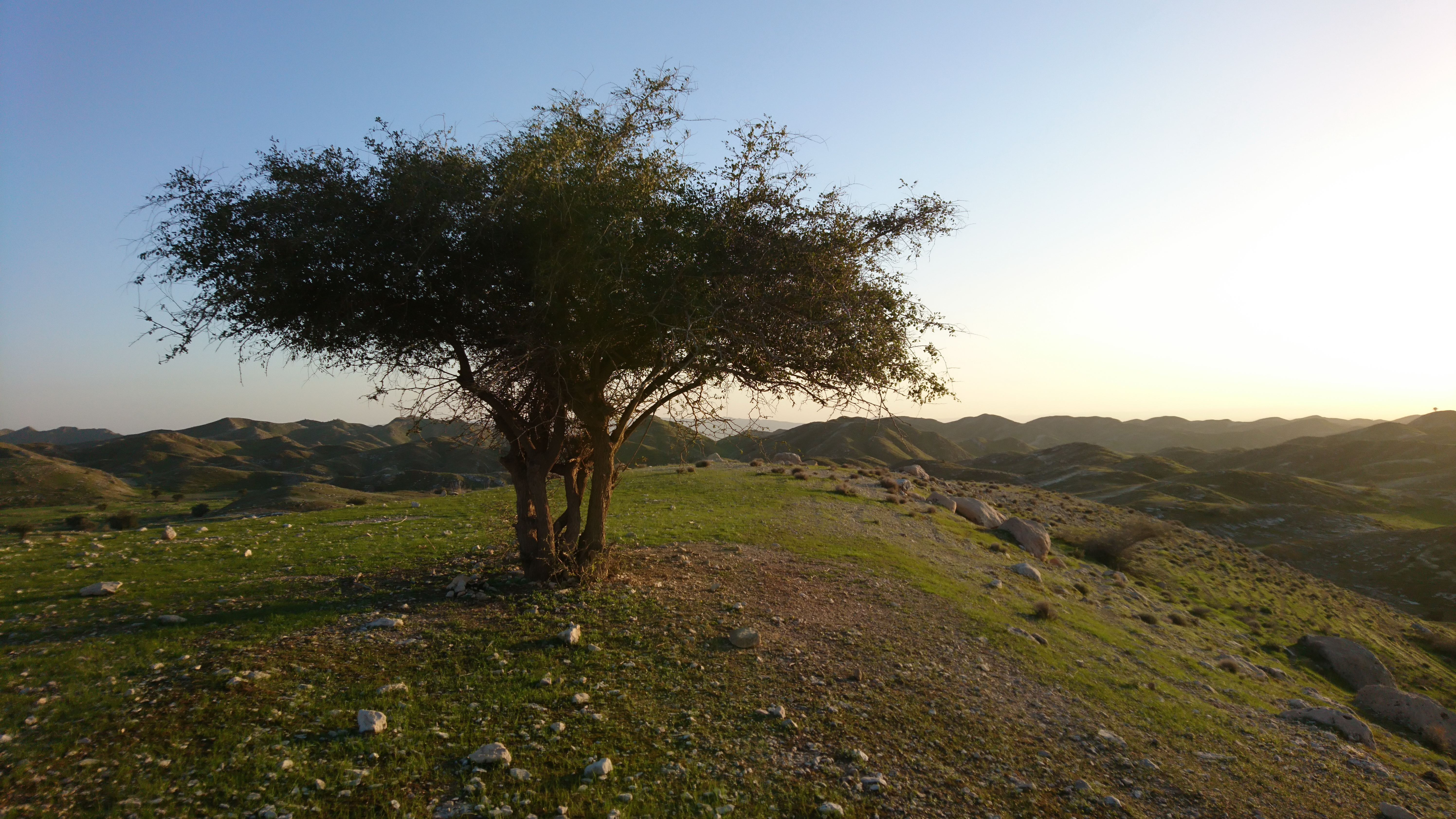
Especie silvestre en Irán
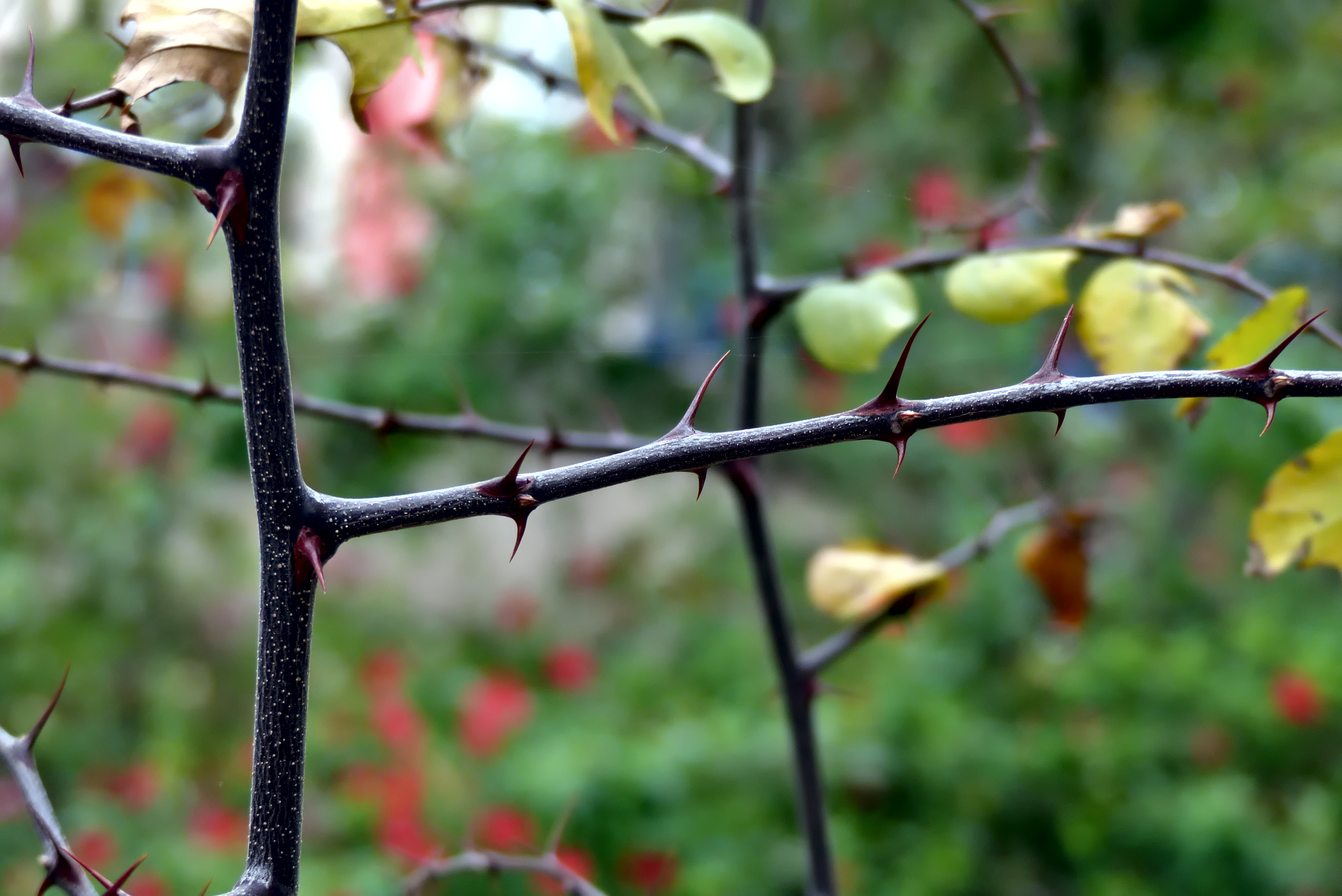
Detalle de las espinas, Jardín de plantas de París, Francia.
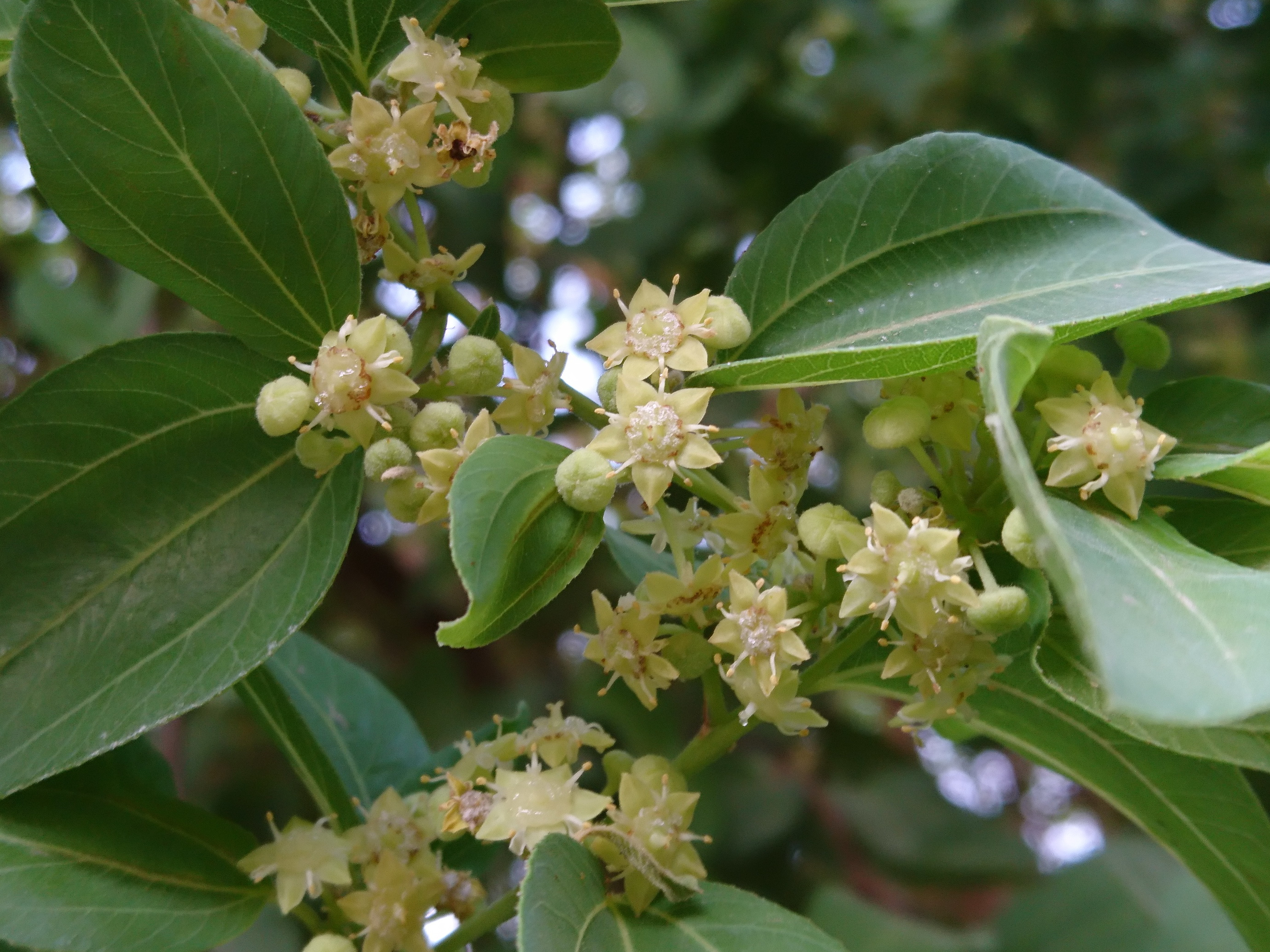
Detalle de las hojas y flores
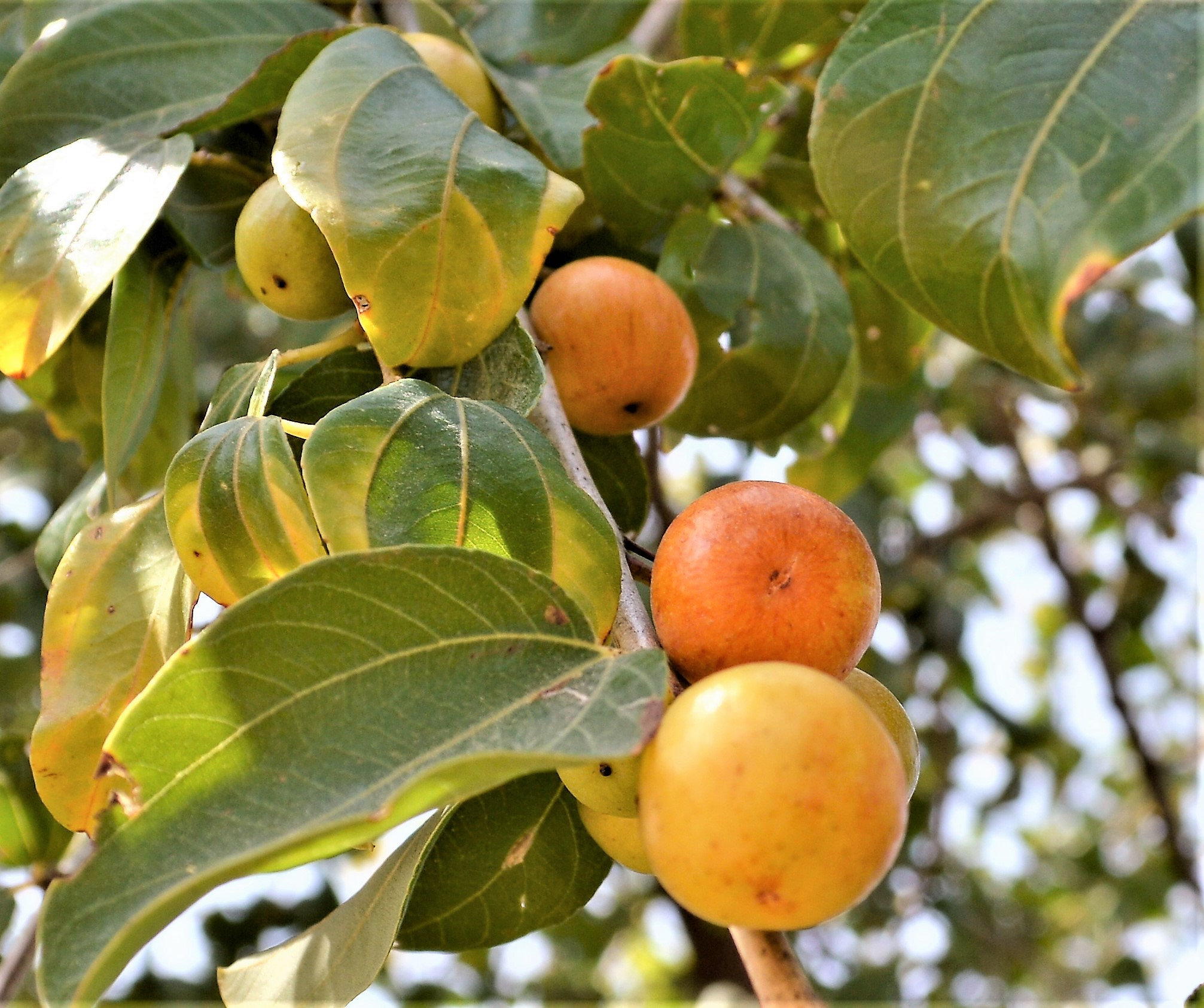
Frutos in situ
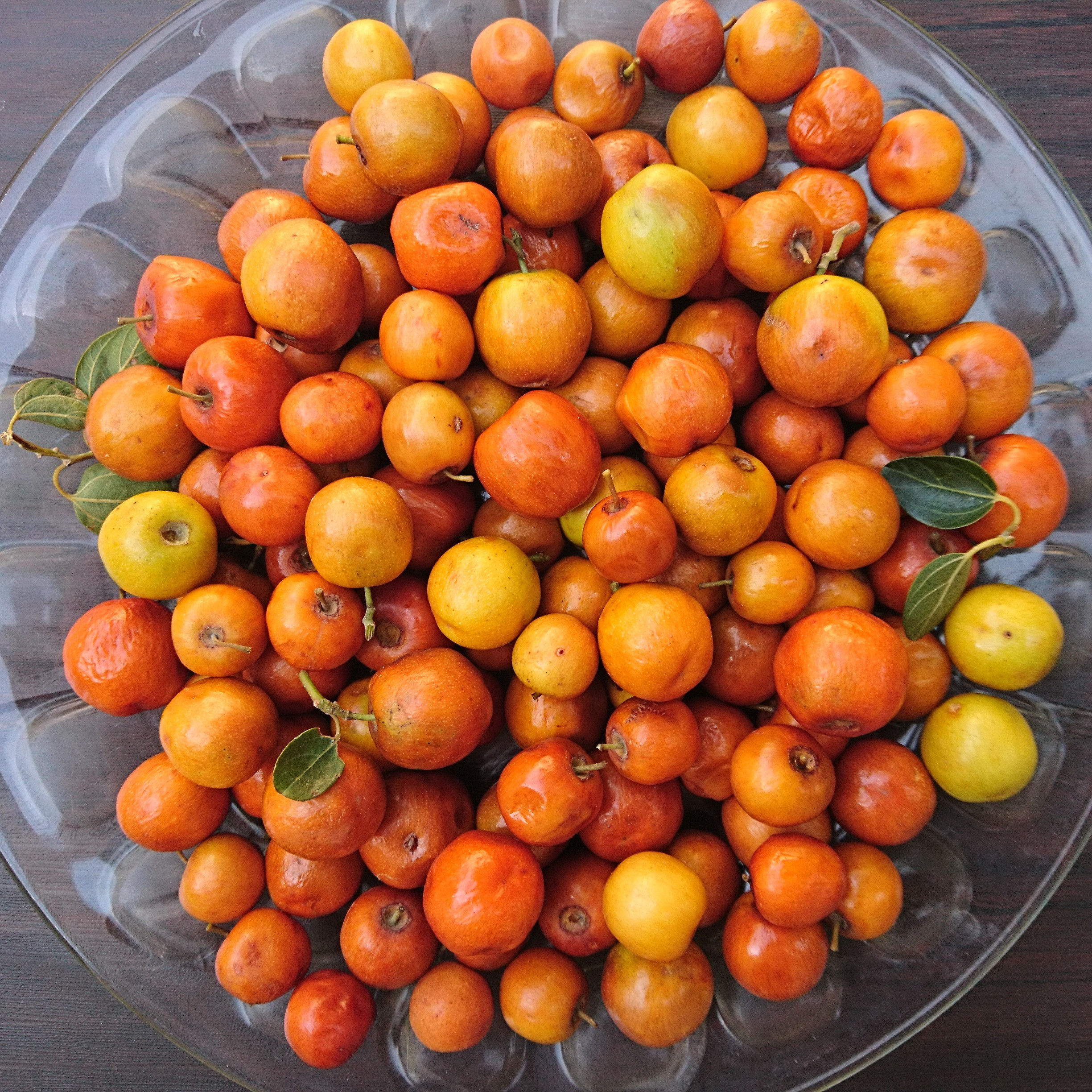
Fruto recolectado en Behbahan, Irán.